# Marc Cary
Marc Cary (29 januari 1967) is een post bop jazz-pianist uit New York. Cary heeft gespeeld en opgenomen met verschillende bekende musici, waaronder Dizzy Gillespie, Betty Carter, Arthur Taylor, Abbey Lincoln, Carlos Garnett, Erykah Badu, Meshell Ndegeocello, Stefon Harris, Lauryn Hill, Ani DiFranco, Jackie McLean, Q-Tip en Carmen McRae.

## Biografie
Cary groeide op in Washington, waar hij speelde in de go-go-scene. Hij verhuisde naar New York, waar hij rond 1994 pianist en arrangeur werd voor Abbey Lincoln. In datzelfde jaar verscheen zijn eerste soloalbum, waaraan Roy Hargrove, Ron Blake en Dwayne Burno meewerkten. Eind jaren negentig maakte hij twee platen voor het label Arabesque. Na een electronica-project (Rhodes Ahead) ging hij in 2000 werken met een akoestisch trio. In zijn trio Focus spelen Sameer Gupta (drums, tabla) en Rashaan Carter (basgitaar). Cary heeft tevens een paar albums opgenomen met zijn (wereldmuziek-)groep Indigenous People.
Cary's pianospel heeft een ritmische stijl die beïnvloed is door Randy Weston en McCoy Tyner.

## Discografie
- Rhodes Ahead, Vol. 2 (Motéma Music 2015)
- Marc Cary Focus Trio·  Four Directions Motéma Music · Uitgekomen op 8 oktober, 2013
- "For the Love of Abbey" (solo) - uitgekomen op 11 juni 2013
- AbStraKt|BlaK - met Shon 'Chance' Miller (Motéma Music 2006)
- FOCUS - met het Focus Trio (Sameer Gupta & David Ewell) (Motéma Music 2006)
- N.G.G.R. Please - met Indigenous People (Jazzateria 2003)
- Trillium - met Nasheet Waits en Taurus Mateen (Billboard/BET Award) (Jazzateria 2000)
- Rhodes Ahead (Jazzateria 1999)
- Captured Live in Brazil met Indigenous People (Jazzateria 1999)
- The Antidote (Arabesque 1998)
- Listen (Arabesque 1997)
- Cary On (Enja 1995)

Met David Murray
- Be My Monster Love, Motéma, 2013

## Prijzen en onderscheidingen
- Best New Jazz Artist Award 2000—Billboard/BET
- Grammy Nominations voor zijn werk met Roy Hargrove, Betty Carter, Stefon Harris & Abbey Lincoln
- One of Downbeat Magazine's "25 for the future of Jazz!"
- Nammy Nomination 2003
- Downbeat, "Rising Star: Keyboard," 2014

- Bibliothèque nationale de France: cb13939810f (data)
- Gemeinsame Normdatei: 134933451
- International Standard Name Identifier: 0000 0000 5518 635X
- Library of Congress Control Number: nr94041569
- MusicBrainz: 08ee22af-7682-4b7e-97f7-0eda83f7f360
- Nationale Bibliotheek van Israël: 987007317152405171
- Système universitaire de documentation: 084271426
- Virtual International Authority File: 58967078
- WorldCat: E39PBJdcvRP9vTwC3TdDpJjHmd